# タンガニーカ州 (コンゴ)
タンガニーカ州（タンガニーカしゅう、フランス語: Province du Tanganyika、スワヒリ語: Jimbo la Tanganyika）は、コンゴ民主共和国南東部の州である。2017年の人口は約330万人で、面積は134,940平方キロメートルである。州都はカレミ。

## 歴史
1960年、カタンガ共和国独立に対して、ルバ族が反乱を起こした。
1961年、カタンガ共和国が反乱を鎮圧したが、同年後半にコンゴ民主共和国政府に打倒された。
1962年7月11日、北カタンガ州が設置された。
1966年12月28日、南東部4州を合わせてカタンガ州が設置され、北カタンガ州が有った領域にはタンガニーカ地区が設置された。
1998年から2003年の第二次コンゴ戦争でカタンガ州は、コンゴ民主連合やルワンダが支援するゴマ機構、地域武装勢力のマイマイによって分断された。ゴマ機構とマイマイの多くが国軍に吸収されたが、一部は独立している。カレミの国際連合コンゴ民主共和国安定化ミッションによると、推定5000人から6000人のマイマイがタンガニーカ地区の「死の三角形」と呼ばれる地域で未だに活動している。
2015年、カタンガ州が廃止され、タンガニーカ地区の領域にタンガニーカ州が設置された。

## 主要都市
- カレミ：14万6974人（州都）
- コンゴロ（英語版）：6万2455人
- マノノ（英語版）：4万7632人
- カバロ：4万6896人
- モバ（英語版）：4万6890人[5]